# Kogon
Kogon – miasto w Uzbekistanie, w wilajecie bucharskim. W 2007 r. miasto to zamieszkiwało 65 323 osób.